# Емил Спахийски
Емил Иванчев Спахийски е български журналист, сценарист и режисьор. Главен редактор на списание „FHM“. Основател и главен редактор на списание „За мен“. Един от авторите на книгата „Моделът на успеха 22“.

## Биография
Емил Спахийски е роден на 20 май 1967 година. Завършва специалност „Журналистика“ в СУ „Климент Охридски“. Специализира в Австрия. Преминал обучение за разследваща журналистика в Рим, Лондон, Любляна, Гармиш-Партенкирхен, Брюксел.
Работил е като репортер във вестник „Труд“, правителствен и военен кореспондент във вестник „24 часа“, експерт „Връзки с обществеността“ в Министерството на отбраната, главен редактор на списание „Егоист“. Работил е във вестник „София Индипендънт“. От 2005 година е коментатор във вестник „Сега“.
От 2022 г. е директор на НИОН „Аз Буки“.

## Награди
Емил Спахийски е носител на наградите „Черноризец Храбър“ на Съюза на българските издатели за публицистика, „Паница“ - за военни репортажи от Македония (1999) и Косово и „Офицър“ – за военни анализи.

## Филмография
- Железни момчета (2024) – сценарист; реж. Станимир Трифонов
- Икар от Кочериново (2019) – сценарист и режисьор
- Съдилището (2014) – съсценарист с Марин Дамянов и Стефан Командарев; реж. Стефан Командарев